# Moses Katjiuongua
Moses Katjikuru Katjiuongua (* 24. April 1942 in Windhoek, Südwestafrika; † 8. März 2011 ebenda) war ein namibischer Politiker. Er war zeitweise Vorsitzender der South West African National Union (SWANU), Minister in der Übergangsregierung vor der Unabhängigkeit des Landes, Mitglied der Verfassungsgebenden Versammlung und Abgeordneter der namibischen Nationalversammlung.

## Leben
Katjiuongua besuchte die Primary School in Aminuis und ein College in Betschuanaland, im heutigen Botswana. Er verließ seine Heimat, als er 13 Jahre alt war. Von 1956 bis 1959 besuchte er das Swedish Confederation of Labour College. Katjiuongua hielt sich anschließend eine Zeit lang in verschiedenen Ländern Afrikas auf und war unter anderem für das SWANU-Büro in Kairo tätig. Er studierte von 1961 bis 1962 als Stipendiat der SWANU Journalismus in Magdeburg in der DDR und bereiste weitere Staaten des damaligen Ostblocks. Während einer Chinareise traf Katjiuongua unter anderem den chinesischen Staats- und Parteichef Mao Zedong. 
Er lebte anschließend ab Mitte der 1960er Jahre in Schweden im Exil und setzte dort seine Ausbildung und die politische Arbeit für die SWANU fort. Ab 1976 war er Mitarbeiter beim The Namibian Review, einer in Spånga herausgegebenen Publikation von Exilnamibiern verschiedener politischer Gruppen. Katjiuongua setzte sein Studium von 1978 bis 1980 an der Universität in Stockholm fort, wo er mit dem Bachelor (BA) in Politikwissenschaft und Master (MA) im Fach Internationale Beziehungen, Ökonomie und Philosophie abschloss. Später studierte er noch im kanadischen Ottawa, wo er mit dem Master im Fach Öffentliche Verwaltung abschloss.
Anfang der 1980er kehrte Katjiuongua nach Namibia zurück und war 1981 und 1982 beruflich als stellvertretender Leiter der Public-Relations-Abteilung der Firma Rössing Uranium tätig.
Katjiuongua war Herero und bereits sein Vater war ein persönlicher Ratgeber von Chef Hosea Kutako, einem der Anführer der frühen Widerstandsbewegung und Mitbegründer der SWANU. Im Jahr 1982 wurde Katjiuongua zum Vorsitzenden der SWANU gewählt. 1985 wurde er von der in Windhuk tagenden Vielparteien-Konferenz zum Minister für das Gesundheitswesen (Minister of Manpower, Health and Welfare) in der international nicht anerkannten namibischen Übergangsregierung vor der Unabhängigkeit des Landes berufen. Von 17. Dezember 1985 bis 16. März 1986 sowie 18. Januar 1988 bis 17. April 1988 war er Vorsitzender des Ministerrates und damit faktisch Premierminister des Landes.
Er behielt das Ministeramt bis 1989, sein Ansehen litt jedoch unter dieser Kooperation mit dem südafrikanischen Apartheidsregime.
1989 war er für die Democratic Coalition of Namibia (DCN) Mitglied der Verfassungsgebenden Versammlung. Er gründete im gleichen Jahr die National Patriotic Front (NPF). Von 1990 bis 2000 saß er für die FNP bzw. DCN in der Nationalversammlung. 2003 bis 2004 war er Mitglied des Congress of Democrats (CoD) Zuletzt unterstützte Katjiuongua die oppositionelle Rally for Democracy and Progress (RDP).
Katjiuongua war verheiratet und Vater von vier Kindern.